# Barbara Billingsley
Pour les articles homonymes, voir Billingsley (homonymie).
Barbara Billingsley, née le 22 décembre 1915 à Los Angeles, Californie (États-Unis) et morte le 16 octobre 2010 à Santa Monica, Californie (États-Unis), est une actrice américaine.

## Filmographie
- 1945 : L'Aventure (Adventure) : Dame #2
- 1946 : Up Goes Maisie (en) de Harry Beaumont : Barb's Friend at Maisie's Poolside Engagement Party
- 1946 : Faithful in My Fashion : Department Store Clerk
- 1946 : Three Wise Fools : Sœur Mary Leonard
- 1946 : Lame de fond (Undercurrent) : Party Guest
- 1946 : The Secret Heart : Saleswoman
- 1947 : The Arnelo Affair : Clerk Weil
- 1947 : Living in a Big Way : G.I. Bill's Wife
- 1947 : La Danse inachevée (The Unfinished Dance) : Miss Morgan
- 1948 : The Argyle Secrets (en) de Cy Endfield : Elizabeth Court
- 1948 : Souvenirs of Death : Johnny's Mom
- 1948 : The Saxon Charm : Mrs. Maddox
- 1948 : Valiant Hombre : Linda Mason
- 1948 : Acte de violence (Act of Violence) (voix)
- 1949 : The Sun Comes Up : Nurse
- 1949 : Pris au piège (Caught) : Store customer in flowered hat
- 1949 : Prejudice : Doris Green
- 1949 : I Cheated the Law : Ruth Campbell
- 1949 : Air Hostess de Lew Landers : Madeline Moore
- 1949 : Any Number Can Play de Mervyn LeRoy : Gambler
- 1949 : A Kiss for Corliss : Miss Hibbs, Harry's Secretary
- 1950 : Shadow on the Wall : Olga
- 1950 : Trial Without Jury (en) de Philip Ford : Rheta Mulford
- 1950 : Pretty Baby : Edna the Receptionist
- 1950 : Les Âmes nues (Dial 1119) de Gerald Mayer : Dorothy, Editor's Secretary
- 1951 : Vénus en uniforme (Three Guys Named Mike) de Charles Walters : Ann White
- 1951 : Oh! Susanna (it) de Joseph Kane : Mrs. Lark
- 1951 : Inside Straight : Miss Meadson
- 1951 : The Tall Target : Young Mother
- 1951 : Two Dollar Bettor : Miss Pierson, secretary
- 1951 : Angels in the Outfield : Hat check girl in restaurant
- 1952 : Invitation : Miss Selby, Simon's Secretary
- 1952 : Young Man with Ideas : Party Guest
- 1952 : Woman in the Dark (en) : Evelyn Courtney
- 1952 : Les Ensorcelés (The Bad and the Beautiful) : Evelyn Lucien, Costume Designer
- 1953 : Madame voulait un manteau de vison (The Lady Wants Mink) de William A. Seiter : Phyllis
- 1953 : Les Envahisseurs de la planète rouge (Invaders from Mars) : Kelston's secretary
- 1954 : Day of Triumph : Wife of Pontius Pilate
- 1955 : Professional Father (série télévisée) : Helen Wilson
- 1956 : The Brothers (série télévisée) : Barbara
- 1957 : The Careless Years : Helen Meredith
- 1972 : Emergency! (TV) : Mrs. keefer
- 1980 : Y a-t-il un pilote dans l'avion ? (Airplane!) : Jive Lady
- 1983 : Still the Beaver (TV) : June Cleaver
- 1984 : Muppet Babies (série télévisée) : Nanny (1984-1991) (voix)
- 1984 : High School U.S.A. de Jack Bender (téléfilm) : Mrs. McCarthy
- 1985 : Still the Beaver (série télévisée) : June Cleaver
- 1987 : Back to the Beach (en) de Lyndall Hobbs (en) : Announcer
- 1987 : Le Mystère de la baie (Bay Coven) (TV) : Beatrice Gower
- 1988 : Going to the Chapel (TV)
- 1997 : Petit poucet l'espiègle (Leave It to Beaver) : Aunt Martha
- 2003 : Un Père Noël au grand cœur (Secret Santa) (TV) : Miss Ruthie